# 秋月理翠
 秋月理翠（日語：秋月りす，1957年9月16日—），日本漫畫家，本名不公開，現居於奈良縣。

## 經歷
生於福岡縣，小學時全家移居大阪府，關西大學文學部國文學科畢業。1988年以〈太太進化論〉獲得Afternoon四季賞而出道，作品多是OL、家庭主婦為主角的四格漫畫。
2004年因《OL進化論》以降歷來作品榮獲第8屆手塚治虫文化賞短篇賞。